# Fredrik Wilhelm Ståhlberg
Fredrik Wilhelm Ståhlberg, död 1819, var en svensk skådespelare och teaterdirektör. Han var direktör för det Stålbergska teatersällskapet.  
Han var engagerad vid Johan Peter Lewenhagens teatersällskap, och övertog teaterprivilegiet och direktörskapet för teatern av denne. Vid denna tid fanns det endast tre kringresande teatersällskap i Sverige, som tillgodosåg teaterlivet utanför Stockholm: Ståhlbergs, Josef August Lamberts och Carl Gustaf Lönnboms – förutom Carl Wildners, som dock inte räknas som ett riktigt resande sällskap eftersom det i praktiken tillhörde Djurgårdsteatern och bara turnerade i landsbygden tillfälligt – och Ståhlbergs räknades som det främsta av de tre.  
Han var gift med Fredrika Gustafva Colling, som övertog direktörskapet efter hans död. 